# Linthal (Glarona Sud)
Linthal (toponimo tedesco) è una frazione di 1 088 abitanti del comune svizzero di Glarona Sud, nel Canton Glarona.

## Storia

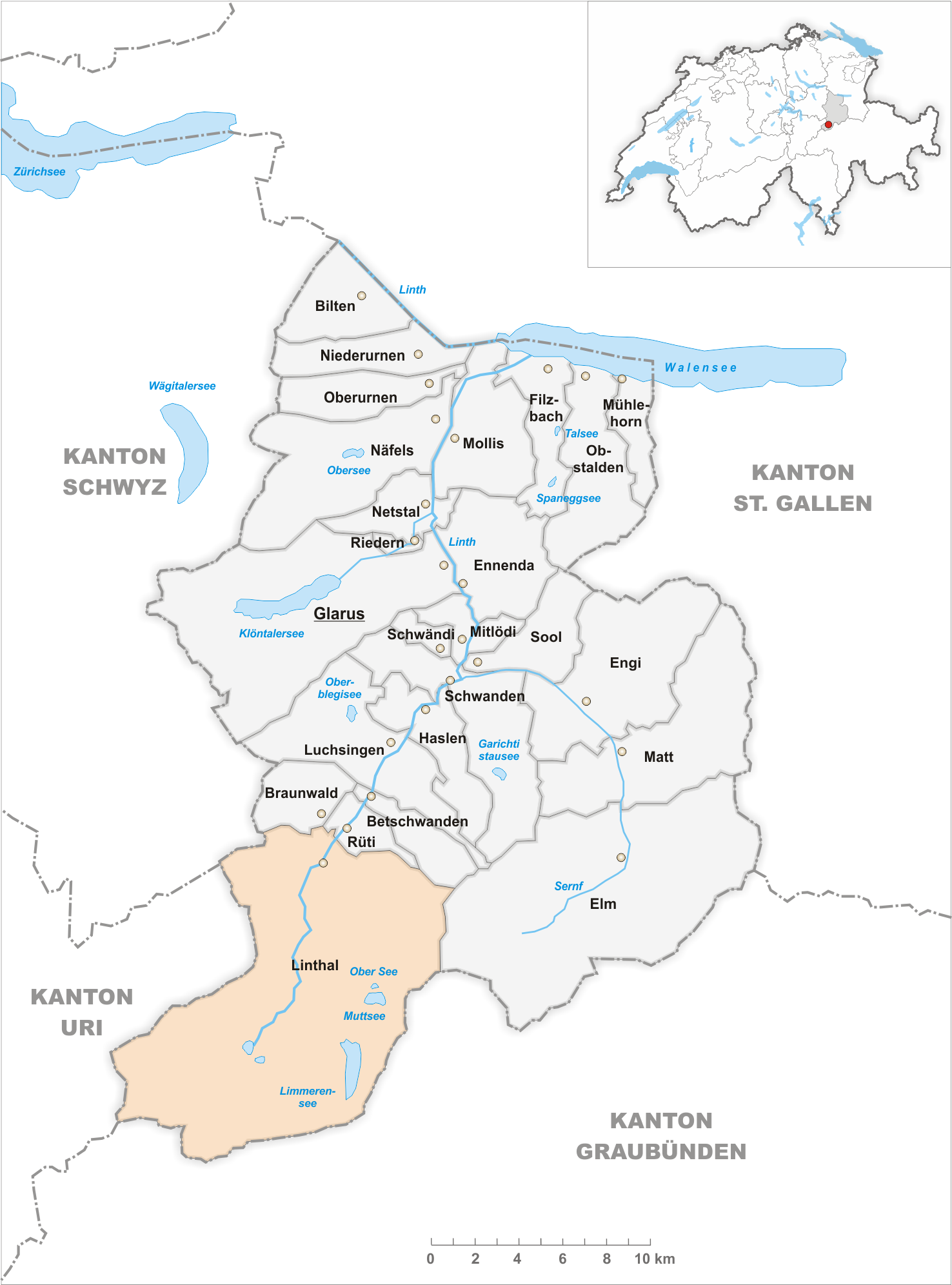
Il territorio del comune di Linthal prima degli accorpamenti comunali del 2011

Già comune autonomo che si estendeva per 131,24 km² e che comprendeva i quartieri Dorf, Ennetlinth (fino al 1836 appartenente a Rüti) e Matt e la frazione di Auen, il 1º gennaio 2011 è stato accorpato agli altri comuni soppressi di Betschwanden, Braunwald, Elm, Engi, Haslen, Luchsingen, Matt, Mitlödi, Rüti, Schwanden, Schwändi e Sool per formare il nuovo comune di Glarona Sud.

## Monumenti e luoghi d'interesse

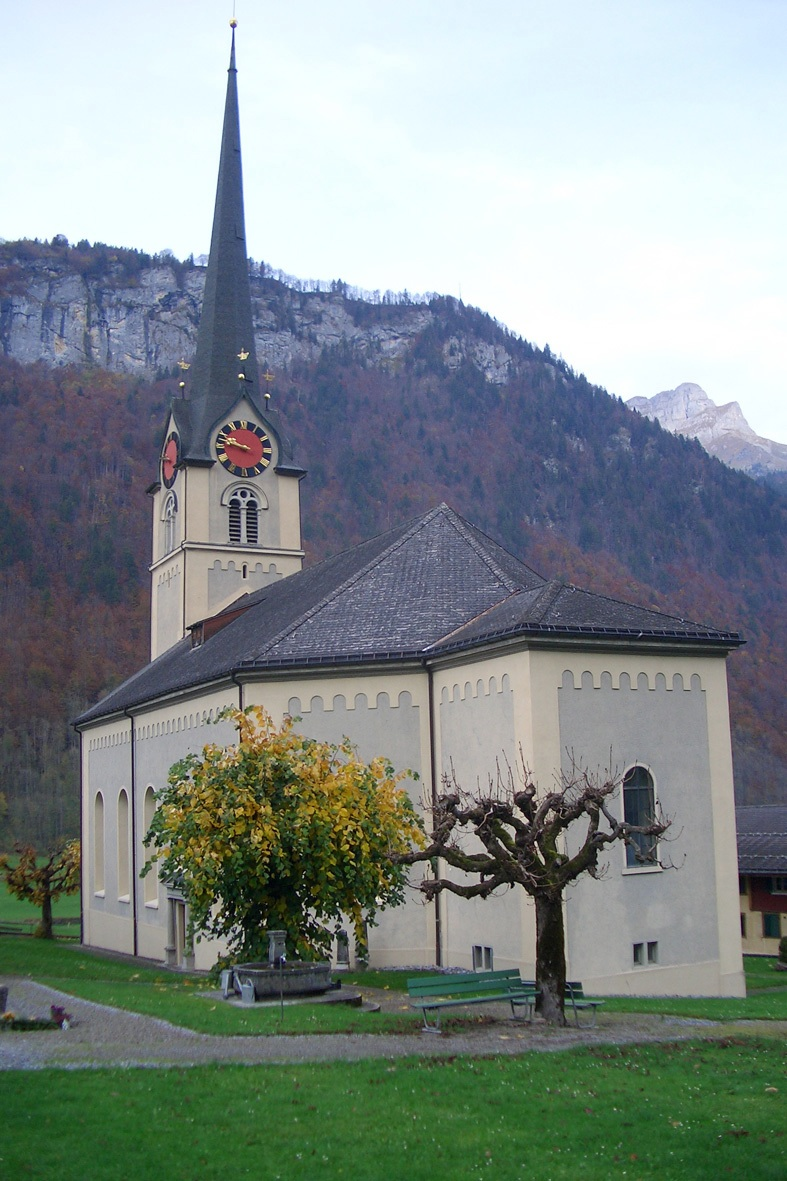
La chiesa riformata

- Chiesa cattolica in località Matt, attestata dal 1289 e ricostruita nel 1905-1906[2];
- Chiesa riformata in località Dorf, eretta nel 1782[2];
- Diga del Limmern, eretta nel 1957-1965[2].

## Società

### Evoluzione demografica
L'evoluzione demografica è riportata nella seguente tabella:
Abitanti censiti

## Economia
Linthal è una località di villeggiatura estiva (termalismo, escursionismo, alpinismo) e invernale (stazione sciistica).

## Infrastrutture e trasporti

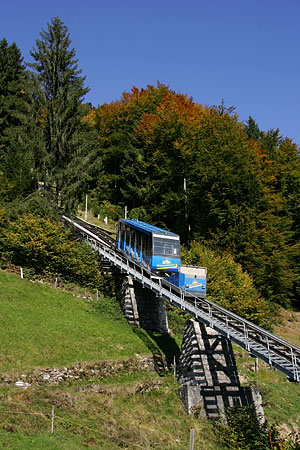
La Braunwaldbahn

La località è servita dalla stazione di Linthal, capolinea della ferrovia Ziegelbrücke-Linthal (linea S25 della rete celere di Zurigo), e dalla funicolare Braunwaldbahn che la collega a Braunwald.

## Amministrazione
Ogni famiglia originaria del luogo fa parte del comune patriziale che ha la responsabilità della manutenzione di ogni bene comune; Ennetlinth costituisce un comune patriziale autonomo.

## Sport
Linthal ha ospitato tra l'altro i Campionati mondiali juniores di biathlon 1972 e una tappa del Tour de Suisse 2004 di ciclismo.